# مرد خانواده (فیلم ۱۹۷۴)
مرد خانواده (ایتالیایی: Il domestico) یک فیلم به کارگردانی لوئیجی فیلیپو دامیکو و اری فرناندز است که در سال ۱۹۷۴ میلادی منتشر شد. فیلم، به عنوان بخشی از مروری بر سینمای کمدی ایتالیا در شصت و هفتمین جشنواره فیلم ونیز به نمایش درآمد.

## بازیگران
- لاندو بوتزانکا
- مرتین بروشار
- آرنولدو فوآ
- فمی بنوسی
- انزو کنوله
- لوچانو سالچه
- گوردون میچل
- پائولو کارلینی
- سیلویا مونتی
- رنزو مارینیانو
- کامیلو میلی
- مالیسا لونگو
- ژوزیان تانزیلی
- ناندا پریماورا
- کارلا مانچینی
- آنتونینو فا دی برونو